# Таґуті Кейко
Таґуті Кейко (нар. 26 лютого 1979) — колишня японська тенісистка.
Найвищу одиночну позицію світового рейтингу — 438 місце досягла 24 липня 2006, парну — 242 місце — 18 грудня 2006 року.
Здобула 12 парних титулів.

## Фінали ITF
| турніри $25,000 |
| турніри $10,000 |

### Одиночний розряд: 1 (0–1)
| Результат | Ранг | Дата              | Турнір                 | Покриття | Суперниця     | Рахунок            |
| --------- | ---- | ----------------- | ---------------------- | -------- | ------------- | ------------------ |
| Поразка   | 1.   | 20 листопада 2000 | Кофу (Яманасі), Японія | Килим    | Окамото Сейко | 1–4, 3–1, 1–4, 3–5 |

### Парний розряд: 19 (12–7)
| Результат | Ранг | Дата              | Турнір                        | Покриття | Партнерка      | Суперниці                            | Рахунок                 |
| --------- | ---- | ----------------- | ----------------------------- | -------- | -------------- | ------------------------------------ | ----------------------- |
| Поразка   | 1.   | 23 листопада 1998 | Нагасакі, Японія              | Трава    | Окамото Сейко  | Акіко Ґундзі Ісіда Кейко             | 2–6, 2–6                |
| Перемога  | 1.   | 6 червня 1999     | Літл-Рок, США                 | Тверде   | Окамото Сейко  | Чан Кйон Мі Чхе Кйон І               | 7–5, 6–2                |
| Перемога  | 2.   | 28 листопада 1999 | Кофу (Яманасі), Японія        | Килим    | Окамото Сейко  | Ремі Тедзука Макі Арай               | 7–6, 0–6, 7–5           |
| Перемога  | 3.   | 13 листопада 2000 | Haibara, Японія               | Ґрунт    | Окамото Сейко  | Акіко Ґундзі Ісіда Кейко             | 2–4, 4–0, 5–3, 3–5, 4–2 |
| Перемога  | 4.   | 20 листопада 2000 | Кофу (Яманасі), Японія        | Килим    | Окамото Сейко  | Куміко Їдзіма Макі Арай              | 3–5, 4–1, 5–4, 4–1      |
| Поразка   | 2.   | 1 вересня 2002    | Ібаракі (Ібаракі), Японія     | Тверде   | Юміко Кітамура | Аояма Каорі Макі Арай                | 6–4, 1–6, 2–6           |
| Поразка   | 3.   | 10 вересня 2002   | Хіросіма, Японія              | Ґрунт    | Іноуе Майко    | Гелена Еєсон Андреа Мунх-Германсен   | 6–3, 3–6, 2–6           |
| Поразка   | 4.   | 21 жовтня 2002    | Токіо, Японія                 | Тверде   | Урабе Намі     | Іноуе Харука Іноуе Майко             | 1–6, 2–6                |
| Перемога  | 5.   | 1 вересня 2003    | Ібаракі (Ібаракі), Японія     | Тверде   | Кацумі Сідзу   | Чан Кйон Мі Такемура Рьоко           | 1–6, 7–6(3), 6–2        |
| Перемога  | 6.   | 12 квітня 2004    | Ямаґуті (Ямаґуті), Японія     | Ґрунт    | Тіе Наґано     | Хіроко Коморі Томоко Суґано          | 6–4, 6–1                |
| Перемога  | 7.   | 20 квітня 2004    | Hamanako, Японія              | Килим    | Kim Hea-mi     | Чень Ї Чжань Цзіньвей                | 6–1, 6–1                |
| Перемога  | 8.   | 5 вересня 2004    | Сайтама, Японія               | Тверде   | Kim Hea-mi     | Томоко Тайра Акіко Йонемура          | 6–4, 6–0                |
| Перемога  | 9.   | 21 вересня 2004   | Хіросіма, Японія              | Трава    | Kim Hea-mi     | Томоко Докей Юкіко Ябе               | 6–4, 6–2                |
| Перемога  | 10.  | 28 лютого 2005    | Воррнамбул, Австралія         | Трава    | Kim Hea-mi     | Лусія Ґонсалес Крістіна Горіатопулос | 7–6(7), 7–5             |
| Поразка   | 5.   | 29 травня 2005    | Наґано, Японія                | Килим    | Kim Hea-mi     | Такемура Рьоко Томоко Йонемура       | 1–6, 6–7(5)             |
| Перемога  | 11.  | 7 вересня 2005    | Кіото, Японія                 | Килим    | Kim Hea-mi     | Еріко Мідзуно Такаґісі Томойо        | 4–6, 6–0, 6–1           |
| Перемога  | 12.  | 6 червня 2006     | Токіо, Японія                 | Тверде   | Кацумі Сідзу   | Рейна Ісіхара Ацумі Коґа             | 6–4, 6–2                |
| Поразка   | 6.   | 22 жовтня 2006    | Макінохара (Сідзуока), Японія | Килим    | Kim Hea-mi     | Сє Шувей Куміко Їдзіма               | 3–6, 6–4, 0–6           |
| Поразка   | 7.   | 7 листопада 2006  | Джакарта, Індонезія           | Тверде   | Kim Hea-mi     | Романа Теджакусума Анжелік Віджайя   | w/o                     |